# Instrumentos tradicionales de Azerbaiyán
Los instrumentos musicales tradicionales de Azerbaiyán están diseñados para el color emocional, el ritmo y las características artísticas de la música tradicional azerbaiyana.
Además, atravesó un largo camino de desarrollo histórico y tuvo muchas características de la música tradicional azerbaiyana. 
Muchos de los instrumentos de cuerda, viento y percusión se fabricaron mucho antes de nuestra era y se desarrollaron a lo largo de la historia y proporcionaron una base para el tesoro musical tradicional azerbaiyano.

## Tipos de Instrumentos Musicales de Azerbaiyán
Los instrumentos utilizados en la música tradicional de Azerbaiyán incluyen los instrumentos de cuerda de (alquitrán) Tar (laúd con revestimiento de piel), el Kamancha (violín con punta de piel), el Oud, originalmente Barbat, y el Saz (laúd de cuello largo); el instrumento de viento de doble lengüeta Balaban, el tambor del marco Ghaval, el tambor cilíndrico de doble cara Nagara (davul), y el Goshe Nagara (naqareh) (par de pequeños tambores). Otros instrumentos incluyen el Garmon (acordeón pequeño), Tutek (flauta de silbido) y Daf (tambor de marco).
Debido al mestizaje cultural prevaleciente durante el Imperio otomano, el Tutek ha influido en varias culturas en la región del Cáucaso, p. ej. Los Duduks. El dúo Zurna y Naghara también es popular en las zonas rurales, y se juega en bodas y otras celebraciones locales.
Los instrumentos se pueden tocar individualmente, de manera improvisada, o en conjuntos, durante ceremonias tradicionales y bailes folclóricos.

### Instrumentos de Cuerda
Los principales instrumentos de cuerda son Tar (alquitrán) y Kamancha, que son parte de la música nacional Mugham. Ellos junto con Ghaval crean trío en Mugham. El Tar (alquitrán) tiene forma de cerradura y Kamancha es un instrumento con forma redonda. Sus cuerdas están hechas de seda o crin de caballo. Tar tradicionalmente elaborado en todo el país y en el 2012 la artesanía de Tar (alquitrán) se añadió a la Lista de Patrimonio Cultural Inmaterial de la Humanidad de la UNESCO. Se usan nogales o moreras para esculpir alquitrán. Tiene cuello largo y cuerpo profundo. Tradicionalmente, el cuello estaba atado 27-28 trastes. En el siglo XX, el músico azerbaiyano Mirza Sadigh (también conocido como Sadighjan) realizó algunos cambios al aumentar el número de cadenas de caracteres a 18. Luego reduce las cuerdas a 13. Para fortalecer los efectos de sonido, redujo la profundidad de la parte del cuerpo aplanando los lados.
En 1932, Uzeyir Hajibeyov creó una orquesta compuesta por instrumentos folclóricos azerbaiyanos. Los primeros conciertos de Tar (alquitrán) y Kamancha con orquesta sinfónica fueron organizados por Haji Khanmammadov. Hoy en día, Farkhad Khudyev e Imamyar Hasanov son conocidos jugadores de Kamancha de Azerbaiyán. En 2013, Farkhad Khudyev ofreció un concierto para Kamancha con la Orquesta Sinfónica del Condado de Música Juvenil de Monterrey en California dedicada al 25 aniversario de la Orquesta Sinfónica de Khamammadov.
Otro instrumento de cuerda es el Saz, que es ejecutado por Ashiks (un cantante que acompaña su propia canción). Es un instrumento musical antiguo que originalmente los poemas nacionales fueron narrados acompañados por este. En 2009, la música ashik de Azerbaiyán fue incluida en la lista de Patrimonio Cultural Inmaterial de la UNESCO.

### Instrumentos de Percusión
Naghara es un instrumento en forma de cilindro que se juega con manos o palos y está hecho de membrana o cuero de animales. La base del Naghara es de madera y está hecha de nogal, morera o albaricoquero. Hay varios tipos de Naghara tales como, Goltug Naghara, Bala Naghara y manual Naghara. Gosha Naghara son dos Nagharas unidos con la misma altura pero de diferente tamaño, lo cual es habitual en la música de Azerbaiyán.
Classical Mugham instrument Ghaval (también llamado Daf) es un tambor redondo poco profundo. El marco rodeado de anillos de metal dentro.

### Instrumentos de Vientos
El instrumento de viento Balaban (también llamados como Balaman) es ampliamente utilizado en ceremonias. El origen de la palabra proviene de "bala" - pequeño, "ban" - sonido de cockcrow (canto del gallo).El Balaban es tallado de los árboles de nogal, morera, albaricoque o pera. La longitud del instrumento es de hasta 30 centímetros.  El cuerpo principal del instrumento consiste en ocho agujeros y hay un hueco en la parte inferior del Balaban. Durante las actuaciones, los jugadores usan sus dedos soplando el instrumento. Los efectos de sonido se crean con respecto a los flujos de aire de los agujeros.

Ney es considerado como un instrumento musical de viento antiguo y el cuerpo principal del instrumento está hecho de una sola pieza de caña. El Ney mide 55-60 centímetros de largo. Hay cinco agujeros en el lado frontal del cuerpo y uno en la parte posterior.
Se conocen dos tipos de Tutak, como pequeños y grandes Tutaks en Azerbaiyán. El lado frontal tiene siete y el lado trasero tiene seis agujeros. El cuerpo del instrumento está hecho de una pieza de nogal, morera, albaricoquero o caña. La longitud del barril terminado es de 28-30 centímetros y el diámetro - 20 mm. La principal diferencia entre el Tutak y otros instrumentos de viento azerbaiyanos es que su sonido es leve.
Zurna es un instrumento ampliamente utilizado en Azerbaiyán. La palabra Zurna consta de dos partes: "sur" (gran fiesta) y "no" (caña). El cuerpo de 302-317 mm de largo está tallado de los árboles de nogal, morera o albaricoquero y el ancho de las bocas es de 20 mm y se extiende en la porción final de hasta 65 mm. De acuerdo con las excavaciones arqueológicas, se encuentran cuatro tubos hechos de cuerno de venado en Mingachevir (una ciudad de Azerbaiyán).